# 풋루즈 (2011년 영화)
《풋루즈》(영어: Footloose)는 2011년 개봉한 미국의 뮤지컬 드라마 영화이다. 케빈 베이컨이 주연한 1984년 영화 《자유의 댄스》가 원작이다.

## 줄거리
파티에서 춤을 즐기며 술을 마신 보비 무어는 친구들을 태우고 조지아주 보몬트 집으로 돌아가던 중 마주오는 트럭에 차를 박고, 전원이 사망한다. 아버지인 마을 목사 쇼 무어는 마을 미성년자 대상으로 술, 마약 금지는 물론, 시 경계 내에서 시 당국, 학교, 교회에서 주최하며 성인이 감독하는 자리 외에는 춤추는 행위를 엄금하는 법률과 조례를 마을 의회에 발의하여 제정에 성공한다.
3년 뒤 보스턴 토박이 17살 체조 선수 렌은 어머니를 백혈병으로 잃고 아버지에게 버림 받은 뒤 외삼촌 웨스, 외숙모 룰루와 살기 위해 보몬트에 온다. 렌은 같은 졸업반 윌러드와 우디를 친구로 사귀고, 목사 쇼 무어에게 반항 중인 딸 에리얼에게 관심을 갖는다.
그러나 에리얼은 더트트랙 경주 선수 척과 몰래 사귀는 중이었고, 척은 렌에게 일종의 8자형 트랙 모터크로스 경주를 통학 버스로 겨룰 것을 제안한다. 버스 모는 법을 모르는 렌은 치킨 게임에서 이기지만 버스에 불을 낸다.
쇼는 에리얼이 점점 엇나가는 원인이 렌에게 있다고 오해하고 에리얼이 렌과 만나는 걸 금지시킨다. 에리얼이 척과 헤어지는 과정에서 눈가에 멍이 들자 쇼는 이를 렌 탓으로 지레짐작하고 경찰에 신고하려고까지 한다.
렌과 동급생들은 춤 금지법을 없애고 졸업반 프롬을 열기로 결의하고, 렌은 윌러드에게 춤을 가르친다. 렌은 마을 의회에 나가 성경에 춤이 고대로부터 감사, 축하, 신앙을 표현하는 양식으로 기능했음을 증거하는 구절을 읽으며 춤 금지법을 폐지할 것을 발의한다. 그러나 투표는 이미 렌의 발언에 앞서 이뤄져있었고 렌의 시도는 좌절된다.
렌의 고용주 앤디 베이미스는 마을 의회 입김이 닿을 수 없는 인근 마을 베이슨에 자리한 자신의 솜 공장을 프롬 장소로 제공한다. 가족을 상실한 비슷한 아픔을 공유하며 렌과 공감대를 찾은 쇼는 일요일 예배에서 학생들이 여는 프롬을 위해 함께 기도할 것을 신도들에게 요청한다.
프롬 장소에 척 무리가 나타나 윌러드를 때리며 난동을 부리지만 렌, 에리얼, 에리얼의 절친 러스티 로드리게스가 함께 물리친다. 렌이 파쇄기에 던져넣은 컨페티가 공중에 흩날리는 가운데 모두가 "Footloose"에 맞춰 춤을 추면서 영화가 끝난다.

## 출연
- 케니 워멀드 - 렌 매코맥 역
- 줄리앤 허프 - 에리얼 무어 역
- 데니스 퀘이드 - 쇼 무어 역
- 앤디 맥다월 - 바이 무어 역
- 마일스 텔러 - 윌러드 휴잇 역
- 레이 매키넌 - 웨슬리 "웨스" 워니커 역
- 패트릭 플루거 - 척 크랜스턴 역
- 킴 디킨스 - 룰루 워니커 역
- 서데리어스 블레인 - 우디 역